# Saalfelder Höhe
Saalfelder Höhe est une municipalité allemande du land de Thuringe, dans l'arrondissement de Saalfeld-Rudolstadt, au centre de l'Allemagne. En 2015, sa population est de 3 035 habitants.

## Source de la traduction
- (de) Cet article est partiellement ou en totalité issu de l’article de Wikipédia en allemand intitulé « Saalfelder Höhe » (voir la liste des auteurs).